# BBC News
BBC News and Current Affairs är en division inom BBC som ansvarar för företagets nyhetsproduktion av nyheter för radio, television och Internet som riktar sig nationen Storbritannien såväl som de olika BBC-regionerna och BBC:s internationella kommersiella kanaler. BBC News är även namnet på BBC:s inhemska dygnet runt-sändande nyhetskanal, ej att förväxla med dess internationella och kommersiella lillasyster BBC World News. BBC News distribueras fritt via marknätet i Storbritannien samt via satellit.
BBC News har sin bas i London med regionala nyhetsstudior runt om i Storbritannien samt nyhetsbyråer i hela världen. En flytt till det mer centralt belägna BBC Broadcasting House nära Oxford Street skedde tidigt 2013 när BBC lämnade klassiska Television Centre. Morgonprogrammet BBC Breakfast samt sportredaktionen är sedan 2012 utlokaliserade till Salford utanför Manchester vilket tvingade personalen att flytta från London.

## Historia

BBC News logotyp använd från 2008 till 2019

Den första radiobulletinen från BBC sändes den 14 november 1922. De första tv-nyheterna sändes 5 juli 1954.
BBC News har använt flera olika programformer, exempelvis det magasinliknande programmet Nationwide mellan 1969 och 1983. Breakfast Time, det första morgonprogrammet i Storbritannien, började sända i januari 1983.
Fram till 1999 hade alla nyhetsprogram haft olika grafik, men då fick alla tv-nyheter på både BBC One, BBC News såväl som BBC World News ett gemensamt utseende med musik komponerad av David Lowe.

## Television
BBC Television News ansvarar för nyhetsprogrammen på BBC One, BBC Two, BBC Three och BBC Four och de två nyhetskanalerna BBC News och BBC Parliament såväl som text-tv tjänsten Ceefax, webbsidan BBC News Online och den internationella kanalen BBC World News.